# 为爱而战 (歌曲)
《为爱而战》（英語：Fight for This Love）是一首由英国歌手雪莉·柯爾演唱的，取自其首张录音室专辑《三个字》（3 Words）的歌曲。於2009年10月16日由在魅力唱片公司（Fascination Records）在英國和愛爾蘭發行，然後於2010年由環球唱片在歐洲發行，這是柯爾第一首收錄在專輯裡的單曲（lead single）。這首快節奏、當代R&B（当代节奏布鲁斯）風格的流行歌曲由美國的寫曲團體創作和製作，這個團體包含了史蒂夫·基普纳（Steve Kipner）、韋恩·威爾金斯（Wayne Wilkins）和安德列·梅里特（Andre Merrit）。